# 정해진
정해진(본명: 정지연, 1991년 5월 14일 ~ )은 대한민국의 가수이다.
현재 거주지는 서울특별시이다.

## 학력
- 금정초등학교 졸업
- 부곡여자중학교 졸업
- 브니엘여자고등학교 졸업
- 경성대학교 연극영화학과 휴학중

## 경력
- 2015년 한중일 동·하계 올림픽 노래 홍보대사
- 2016년 KBS 강태원복지재단 재능나눔대사
- 2017년 열린의사회 홍보대사

## 필모그래피

### 방송출연
- 2013년: KBS2 《굿모닝 대한민국》
- 2014년: KBS1 《TV쇼 진품명품》
- 2018년: 네이버TV 《순창 '나만믿고 따라와'》
- 2018년: MBN 《생생 정보마당》
- 2018년: KBS2 《살림하는 남자들》
- 2018년: KBS1 《6시 내고향》
- 2018년: MBC 에브리원 《비디오스타》
- 2020년: TV조선 《내일은 미스트롯2》

### 뮤직비디오
- 2017년 정해진 - 심지 곧은 사람
- 2018년 정해진 - 사랑의 계산기
- 2018년 정해진 - 미워도 사랑해

## 데뷔
- 2015년 정규 1집 앨범 "바로 나"

## 음반
- 2015년 곁에 있어도 / 바로나
- 2017년 사랑하는 사람아
- 2017년 우리두리
- 2017년 심지 곧은 사람
- 2018년 파도야 파도야 OST Part 6
- 2018년 사랑의 계산기
- 2018년 미워도 사랑해

## 수상
- 2005년 부산 동구청 청소년 가요제 대상 수상
- 2006년 제1회 청소년 트로트 가요제 대상 수상
- 2012년 제20회 대한민국문화연예대상 10대 신인가수상
- 2016년 MBC가요베스트 대제전 신인상